# Aleksej Prokurorov
Aleksej Alekseevič Prokurorov, accreditato come Alexei Prokourorov dalla FIS (in russo Алексей Алексеевич Прокуроров?; Mišino, 25 marzo 1964 – Vladimir, 10 ottobre 2008), è stato un fondista e allenatore di sci nordico russo.
Prima della dissoluzione dell'Unione Sovietica (1991) ha gareggiato per la nazionale sovietica; ai XVI Giochi olimpici invernali di Albertville 1992 ha fatto parte della squadra unificata.

## Biografia

### Carriera sciistica

#### Stagioni 1984-1992
In Coppa del Mondo ottenne il primo risultato di rilievo il 23 marzo 1984 nella 15 km di Murmansk (17°) e la prima vittoria, nonché primo podio, il 1º marzo 1987 nella 30 km a tecnica libera di Lahti. L'anno seguente prese parte ai XV Giochi olimpici invernali di Calgary 1988 vincendo, per l'Unione Sovietica, la medaglia d'oro nella 30 km a tecnica classica e la medaglia d'argento nella staffetta 4x10 km; nella 15 km fu 18° e nella 50 km 38°.
Ai Mondiali di Lahti del 1989 vinse la medaglia di bronzo nella 50 km a tecnica libera e ottenne il quarto posto nella 15 km a tecnica classica, il sesto nella 30 km a tecnica classica e il quinto nella staffetta 4x10. Non vinse invece alcuna medaglia nella successiva rassegna iridata, Val di Fiemme 1991 (6° nella 50 km e 5° nella staffetta i migliori risultati). Ai XVI Giochi olimpici invernali di Albertville 1992 fece parte della squadra unificata (21° nella 30 km, 4° nella 50 km, 5° nella staffetta).

#### Stagioni 1993-1997
In Svezia, ai Mondiali di Falun del 1993, iniziò a gareggiare con i colori della Russia e vinse la medaglia di bronzo nella staffetta 4x10 con i compagni di nazionale Andrej Kirillov, Igor' Badamšin e Michail Botvinov. Ai XVII Giochi olimpici invernali di Lillehammer 1994 fu 20° nella 10 km, 28° nella 30 km, 13° nella 50 km, 12° nell'inseguimento e 5° nella staffetta.
Raccolse un'altra medaglia di bronzo iridata l'anno dopo, ai Mondiali di Thunder Bay 1995, piazzandosi sul terzo gradino del podio nella 30 km a tecnica classica. Nel 1997 ai Mondiali di Trondheim tornò nuovamente sul gradino più alto del podio vincendo la medaglia d'oro nella 30 km a tecnica libera, battendo il campione di casa Bjørn Dæhlie, con il tempo di 1:06:28,2. Nella stessa rassegna mondiale vinse anche altre due medaglie: una d'argento nella 10 km a tecnica classica, chiudendo al secondo posto alle spalle di Dæhlie, e una di bronzo nella 25 km a inseguimento, preceduto di 7 decimi da Dæhlie e da 6 dal finlandese Mika Myllylä. Nella 50 km a tecnica classica chiuse al quarto posto alle spalle di Myllylä e dei norvegesi Jevne e Dæhlie.

#### Stagioni 1998-2002
Ai XVIII Giochi olimpici invernali di Nagano 1998, occasione in cui ebbe l'onore di sfilare quale portabandiera della delegazione russa durante la cerimonia inaugurale, fu 31° nella 10 km, 4° nella 50 km, 18° nell'inseguimento e 5° nella staffetta. L'anno dopo, ai Mondiali di Ramsau am Dachstein, colse come miglior risultato il 4º posto nella 10 km vinta da Myllylä, mentre a Lahti 2011, sua ultima partecipazione a una rassegna iridata, ottenne il 9º posto nella 50 km.
Prokurorov chiuse la sua carriera olimpica a Salt Lake City 2002, in cui fu nuovamente scelto come alfiere della squadra russa per portare la bandiera del proprio paese durante l'apertura dei Giochi, disputando due gare (28° nella 50 km, 29° nell'inseguimento); disputò la sua ultima gara in Coppa del Mondo a Lillehammer il 28 marzo 2002 e diede l'addio alle competizioni con una gara FIS corsa nel suo Paese natale, a Syktyvkar, il 28 marzo successivo.

### Carriera da allenatore
Dopo il ritiro dall'attività agonistica divenne allenatore della nazionale russa; in tale veste fu presente a Torino 2006, alla guida della squadra femminile.
Il 10 ottobre 2008 morì in un incidente stradale a Vladimir, quando un autista ubriaco investì la sua automobile.

## Palmarès

### Olimpiadi
- 2 medaglie:
  - 1 oro (30 km[4] a Calgary 1988)
  - 1 argento (staffetta[4] a Calgary 1988)

### Mondiali
- 6 medaglie:
  - 1 oro (30 km[4] a Trondheim 1997)
  - 1 argento (10 km[4] a Trondheim 1997)
  - 4 bronzi (50 km[4] a Lahti 1989; staffetta[4] a Falun 1993; 30 km[4] a Thunder Bay 1995; inseguimento[4] a Trondheim 1997)

### Coppa del Mondo
- Miglior piazzamento in classifica generale: 4º nel 1995 e nel 1996
- 19 podi (16 individuali, 3 a squadre[5]), oltre a quelli conquistati in sede olimpica o iridata e validi ai fini della Coppa del Mondo:
  - 8 vittorie (7 individuali, 1 a squadre)
  - 5 secondi posti (individuali)
  - 6 terzi posti (4 individuali, 2 a squadre)

#### Coppa del Mondo - vittorie
| Data             | Luogo                   | Paese     | Disciplina                                                      |
| ---------------- | ----------------------- | --------- | --------------------------------------------------------------- |
| 1º marzo 1987    | Lahti                   | Finlandia | 30 km TL                                                        |
| 6 marzo 1990     | Trondheim               | Norvegia  | 15 km TC                                                        |
| 13 marzo 1993    | Oslo                    | Norvegia  | 50 km TC                                                        |
| 19 marzo 1994    | Thunder Bay             | Canada    | 50 km TL                                                        |
| 14 dicembre 1994 | Tauplitzalm             | Austria   | 15 km TC                                                        |
| 10 febbraio 1996 | Kavgolovo               | Russia    | 30 km TC                                                        |
| 7 dicembre 1997  | Santa Caterina Valfurva | Italia    | 4x10 km (con Maksim Pičugin, Vladimir Legotin e Sergej Čepikov) |
| 14 marzo 1998    | Oslo                    | Norvegia  | 50 km TC                                                        |

Legenda:

TC = tecnica classica

TL = tecnica libera

## Riconoscimenti
Nel 1998 la federazione norvegese dello sci lo insignì, con Fred Børre Lundberg, Larisa Lazutina e Harri Kirvesniemi, della Medaglia Holmenkollen.